# FMA IA-59
Die FMA IA-59 Tàbano, auch  IA-X-59, war ein unbemanntes Luftfahrzeug des argentinischen Herstellers Fábrica Argentina de Aviones.

## Geschichte und Konstruktion
Im Jahre 1972 arbeitete FMA an der Entwicklung einer ferngesteuerten Drohne, welche für Luftaufklärung und Luftzieldarstellung verwendet werden sollte. Die Maschine war als Schulterdecker mit geraden Tragflächen ausgelegt und besaß ein doppeltes Seitenleitwerk. Am Bug des zylinderförmigen Rumpfes befand sich der McCulloch-Kolbenmotor mit 33 kW. Gestartet wurde die Drohne von einem neigbaren Startgestell unter Zuhilfenahme einer Startrakete. Gelandet wurde mit Fallschirm. Es wurde lediglich ein Prototyp gebaut.

## Technische Daten
| Kenngröße             | Daten                               |
| --------------------- | ----------------------------------- |
| Länge                 | 4,07 m                              |
| Spannweite            | 3,60 m                              |
| Höhe                  | ? m                                 |
| Flügelfläche          | 2,25 m²                             |
| Leermasse             | ? kg                                |
| max. Startmasse       | 160 kg                              |
| Reisegeschwindigkeit  | ? km/h                              |
| Höchstgeschwindigkeit | 340 km/h                            |
| Dienstgipfelhöhe      | 5.900 m                             |
| Reichweite            | ? km                                |
| Triebwerke            | 1 × McCulloch-Kolbenmotor mit 33 kW |

## Erhaltene Exemplare
Der Prototyp befindet sich im Museo de la Industria in Córdoba.